# Voiture Jumbo du BLS
Les voitures B-Jumbo (B pour seconde classe) sont des voitures de chemin de fer du BLS (Berne–Lötschberg–Simplon).

## Historique
Elles sont issues de la transformation d'anciennes voitures du type unifié I développé par les CFF dans les années 1950. Chaque voiture est coupée en trois, la partie centrale remplacée par deux sections articulées à plancher surbaissé, de construction similaire aux rames NINA. Une installation de climatisation a été installée, de ce fait toutes les fenêtres sont remplacées par des baies qu'il n'est plus possible d'ouvrir.
La durée de vie de ses voitures est ainsi prolongée d'une vingtaine d'années.
Les travaux ont été réalisés par Bombardier Transport dans son usine de Villeneuve, à partir de voitures fournies par les entreprises de transport. 32 véhicules ont été ainsi transformés, répartis entre :
- BLS : 26 voitures :
  - 1 prototype B 50 63 22-33 600 (2003) comprenant 3 places assises de moins que la série ;
  - 15 voitures B 50 63 22-33 601 à 615 (2004) ;
  - 10 voitures B 50 63 22-33 616 à 625 (2007) ;
- RM : 5 voitures B 50 38 22-33 520 à 525 (2005) ;
- TRN : 1 voiture B 50 35 22-33 302-3 (2005).

Après la fusion entre les RM et le BLS en 2006, les cinq Jumbo du RM ont été intégrées à la série. Selon la nouvelle numérotation UIC, les voitures sont immatriculées B 50 85 22-33 600 à 630 CH-BLS.

## Engagement
Les B-Jumbo sont équipées de la commande multiple pour être intercalées entre une RBDe 565 ou 566II et sa voiture-pilote, formant ainsi une rame réversible. Une seconde B-Jumbo ou une voiture simple peut compléter la rame afin d'en augmenter sa capacité.
Avant la mise en service des RABe 535 « Lötschberger », les B-Jumbo étaient aussi engagées sur des relations RegioExpress Bern – Brig via le tunnel du Lötschberg, tractées par des Re 420.5.

### Horaire 2013-2014[1]
S-Bahn Bern :
- RBDe – B-Jumbo – ABt : (90 m, 154 t, 31 pl. en 1e cl., 226 pl. en 2e cl., 2 strap., 4 pl. vélos)
  - S 6 Bern – Schwarzenburg

- RBDe – B-Jumbo – B-Jumbo – ABt : (129 m, 206 t, 31 pl. en 1e cl., 356 pl. en 2e cl., 2 strap., 6 pl. vélos)
  - S 2 Laupen – Flamatt – Bern – Konolfingen – Langnau i.E.

- RBDe – B-Lego – B-Jumbo – ABt : (115 m, 194 t, 31 pl. en 1e cl., 306 pl. en 2e cl., 4 strap., 8 pl. vélos)
  - S 2 Laupen – Flamatt – Bern – Konolfingen – Langnau i.E.
  - S 3 Biel/Bienne – Lyss – Bern – Belp (– Thun)
  - S 31 (Biel/Bienne –) Münchenbuchsee – Bern – Belp
  - S 4 Langnau i.E. – Burgdorf – Zollikofen – Bern – Belp – Thun

## Galerie

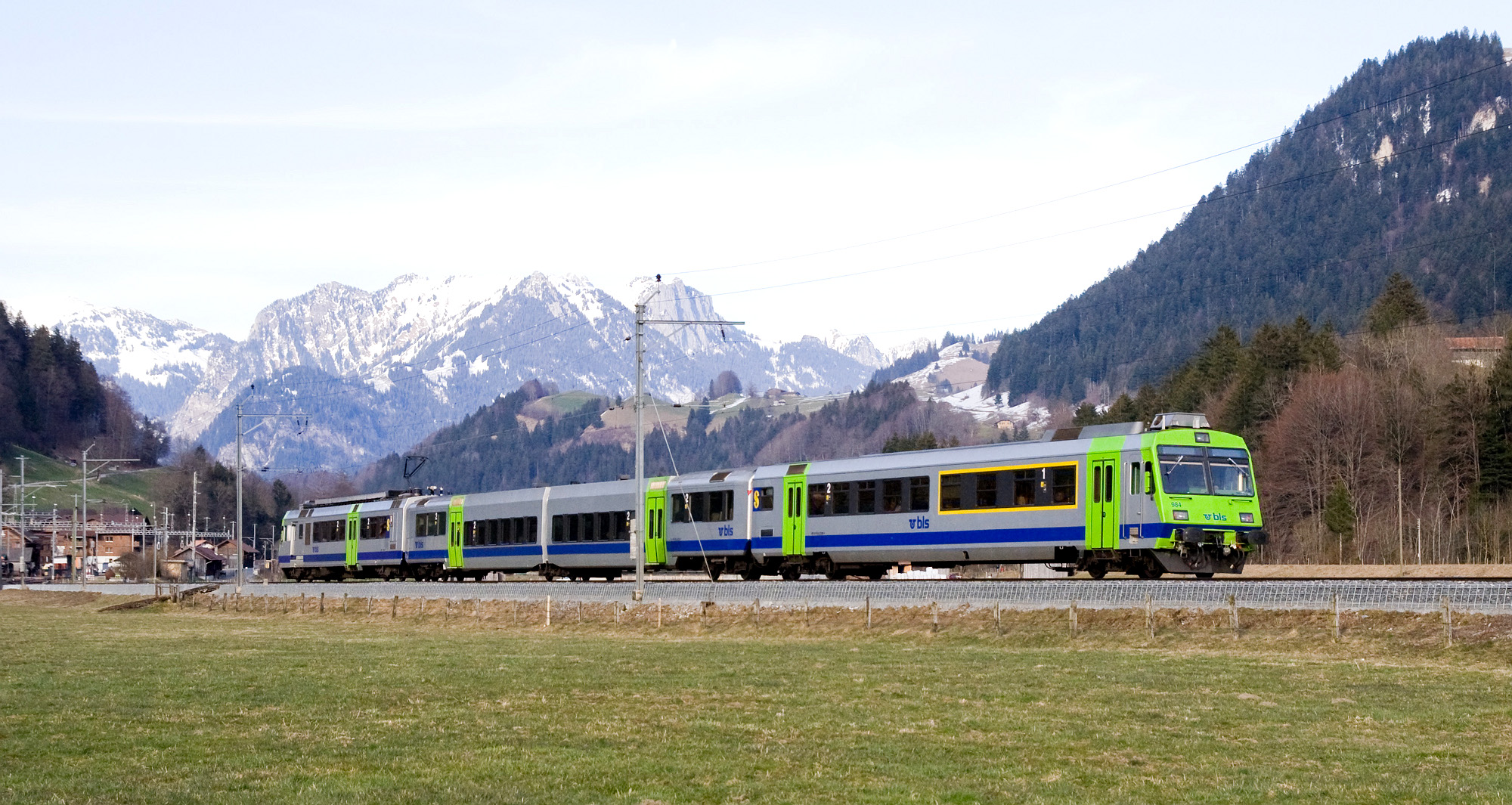
Une Jumbo au centre d'un train navette sur la ligne de l'Emmental.
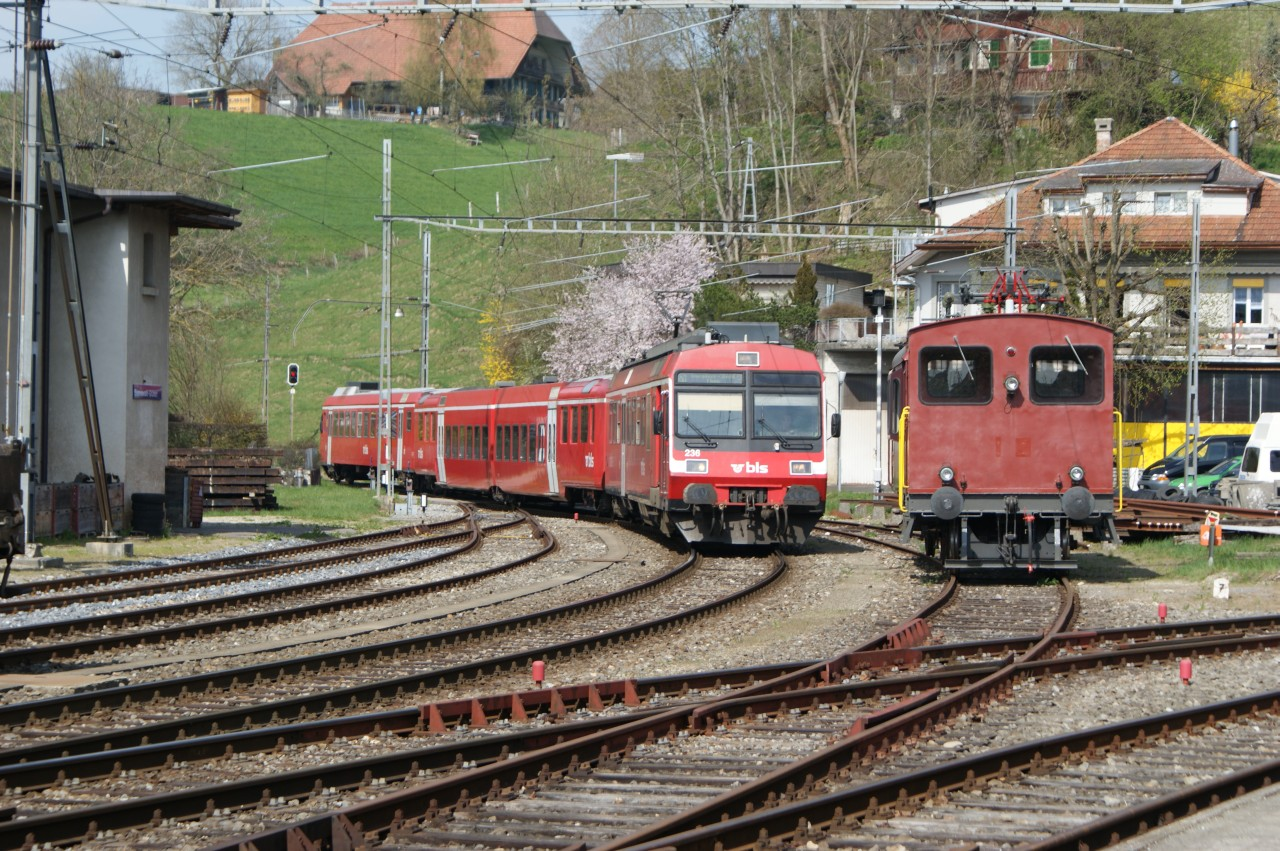
Une composition avec une Jumbo aux couleurs des Transports régionaux du Mittelland.
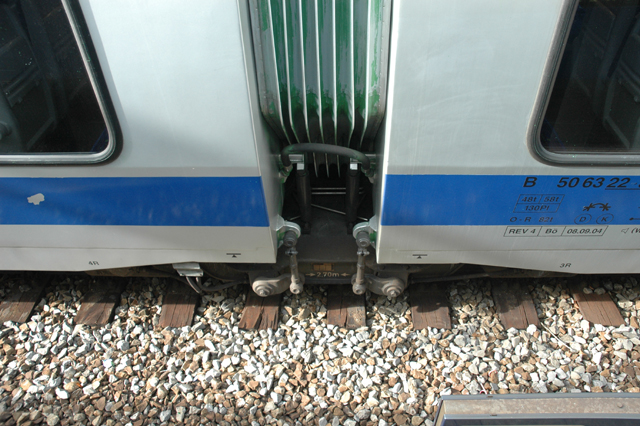
Détail sur le bogie médian, le seul de construction neuve.
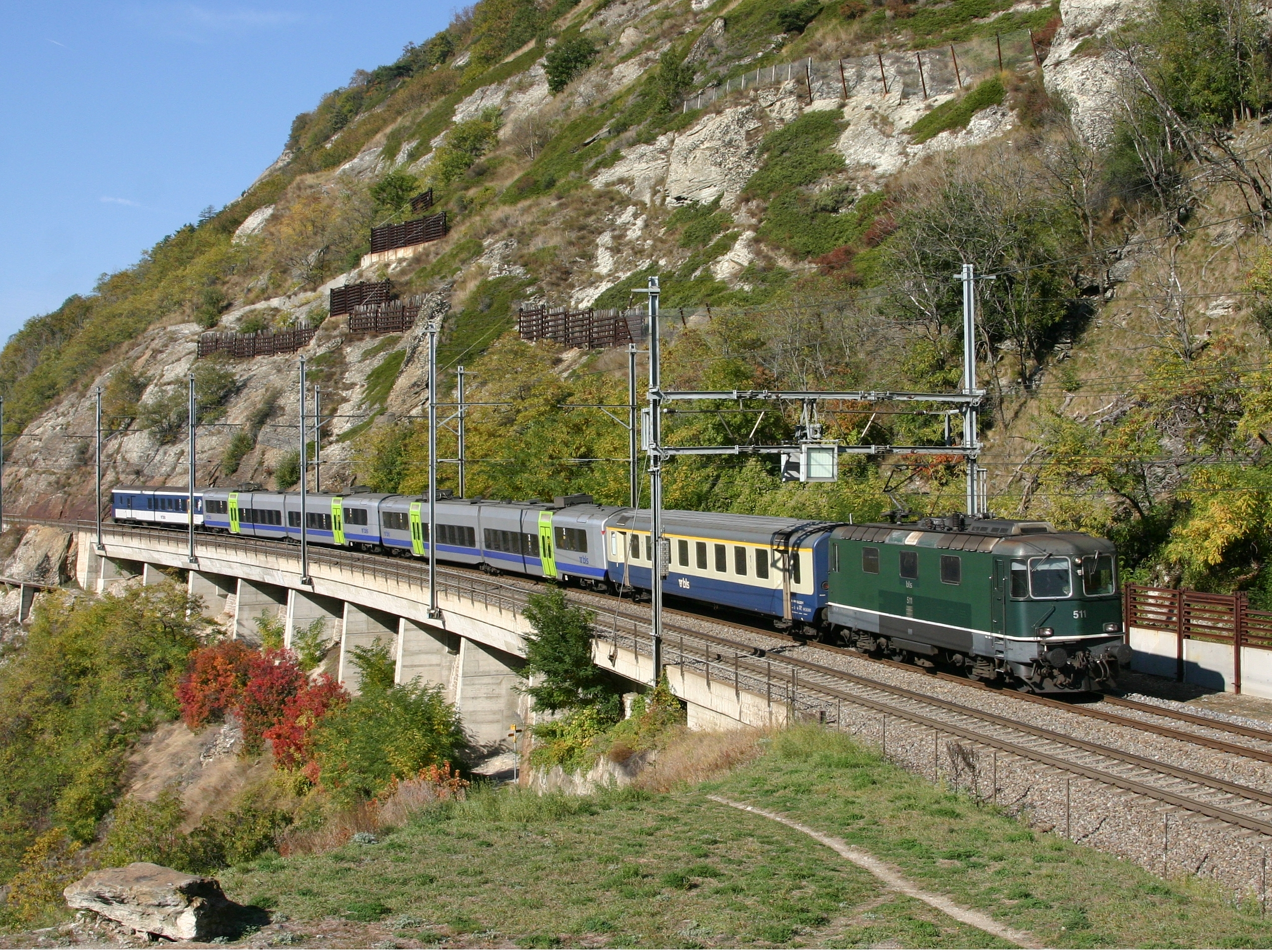
RegioExpress Bern – Brig via le tunnel du Lötschberg composé, entre autres, de deux B-Jumbo.